# Erik Asmussen

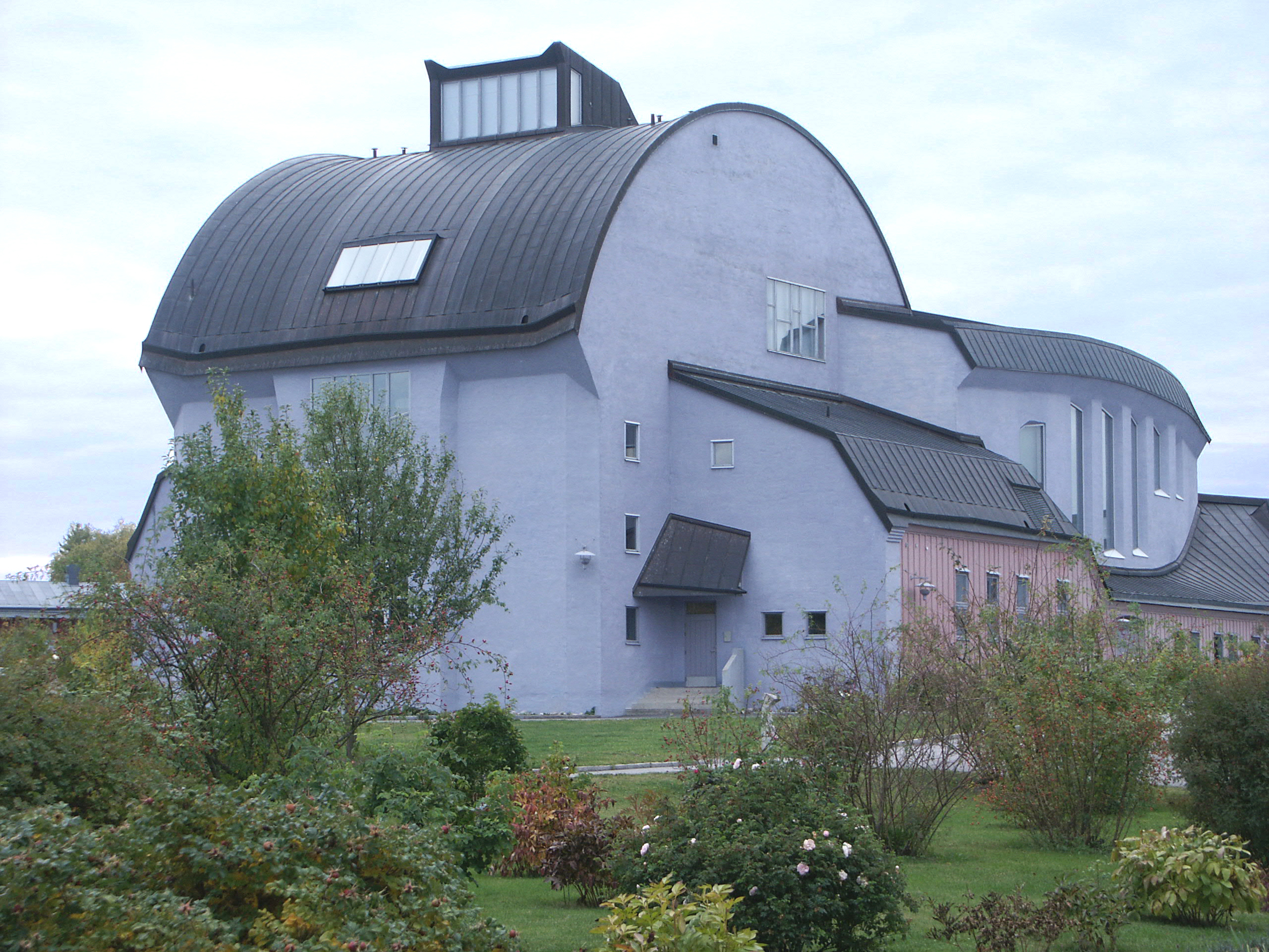
Dom Kultury w Ytterjärna

Erik Asmussen (ur. 2 listopada 1913 w Kopenhadze, zm. 29 sierpnia 1998 w Järna, Szwecja) – duński architekt.

## Prace
- Dom Kultury w Ytterjärna
- Kristofferskolan w Bromma, Sztokholm
- Örjanskolan w Järna

## Odznaczenia
- Medal Księcia Eugeniusza (1970)[1]